# I Feel Fine
«I Feel Fine» (с англ. — «Мне хорошо») — песня Джона Леннона и Пола Маккартни, записанная и выпущенная The Beatles в конце 1964 года. Песня достигла первого места в хит-парадах по обе стороны Атлантики, в очередной раз продемонстрировав хитовый потенциал коллектива. «Битлз» не стали включать песню в очередной «номерной» альбом Beatles for Sale, вышедший в тот же период, равно как и использовать его материал для очередного сингла, показав, что могут предложить рынку больше, чем того требуют законы шоу-бизнеса.
Впервые песня была выпущена 23 ноября 1964 года в США фирмой Capitol Records на одноимённой одиночной пластинке (каталоговый номер 5327) с песней «She’s a Woman» на оборотной стороне. Аналогичная по содержанию пластинка была выпущена в Великобритании фирмой Parlophone 27 ноября того же года (каталоговый номер R5200).
Ведущую вокальную партию исполнил Джон, а Пол и Джордж присоединялись к нему в припеве и во второй части композиции. Новаторским приёмом стало использование эффекта обратной связи в начале песни, когда звук бас-гитары вызывает колебание струны другого инструмента. Также в конце композиции, в момент затухания риффа можно услышать собачий лай.
«Битлз» исполнили песню под фонограмму в телепередачах Thank Your Lucky Stars (запись — 14 ноября 1964, эфир — 21 ноября 1964) и Ready Steady Go (в записи), а год спустя, в ноябре 1965, сняли на неё два видеоролика: в спортзале на фоне штанги, боксёрской груши и велотренажёра в первом варианте они исполняли песню с инструментами, а во втором — принимали пищу под её фонограмму. Все четыре видеозаписи сохранились.
Песня была включена в сценический репертуар коллектива и исполнялась им вплоть до завершения концертной деятельности.

## Музыканты
- Джон Леннон — сдвоенный вокал, соло- и ритм-гитара
- Пол Маккартни — бэк-вокал, бас-гитара
- Джордж Харрисон — бэк-вокал, соло- и ритм-гитара
- Ринго Старр — ударные